# Theodor von Hörmann

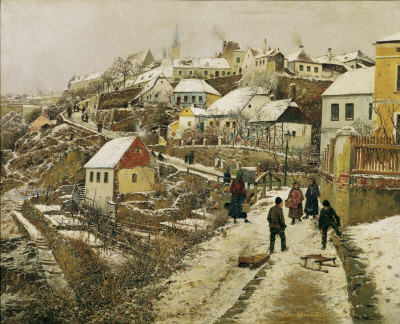
Vinterbild från Znaim i Mähren, omkring 1892

Theodor von Hörmann, född 13 december 1840 i Imst, död 1 juli 1895 i Graz, var en österrikisk målare.
Hörmann var i sin ungdom teckningslärare i en militärakademi i St. Pölten och samtidigt fäktmästare. Mellan 1873 och 1875 studerade han vid Akademie der bildenden Künste Wien för Eduard Peithner von Lichtenfels och Anselm Feuerbach. Han blev som målare en outtröttlig opponent mot allt konventionellt och all skolkonst. Han målade sina tavlor färdiga ute i fria luften, sommar och vinter, målade utan att på minsta sätt rikta sig efter den rådande smaken, färgerna var häftiga och starka. Hans tavlor kan räknas till impressionism.
Av hans arbeten kan nämnas stämningen Månsken i Samois, flera havsbilder från Normandie, Vinterbild från Znaim i Mähren (Wiens moderna galleri), Vintermorgon i Lundenburg, Plommonskörd, Neuer Markt i Wien (en vinterkväll i snö).